# Долматовка (Херсонская область)
Долматовка (укр. Долматівка) — село в Скадовском районе Херсонской области Украины. Центр Долматовской сельской общины.
Почтовый индекс — 75662. Телефонный код — 5539. Код КОАТУУ — 6522383001.

## Население
Население по переписи 2001 года составляло 1390 человек.

### Языковой состав
Родной язык населения по данным переписи 2001 года:
| Язык       | Численность, чел. | Доля     |
| ---------- | ----------------- | -------- |
| Украинский | 1 282             | 92,23 %  |
| Русский    | 99                | 7,12 %   |
| Другое     | 9                 | 0,65 %   |
| Итого      | 1 390             | 100,00 % |

## Местный совет
75662, Херсонская обл., Голопристанский р-н, с. Долматовка, переул. Школьный, 3